# Кудрин, Степан Веденеевич
Степан Веденеевич Кудрин (12 августа 1918 год, посёлок Краснинский — 21 сентября 1964 год, посёлок Краснинский, Верхнеуральский район, Челябинская область) — комбайнёр Краснинской МТС Челябинской области. Герой Социалистического Труда (1951).

## Биография
Родился в 1918 году в крестьянской семье в посёлке Краснинский. С 1930 года трудился разнорабочим в колхозе имени Куйбышева. В 1937 году окончил школу механизации сельского хозяйства в Верхнеуральске, после чего работал комбайнёром в колхозе имени Чапаева Верхнеуральского района. Проработал в этом хозяйстве до 1964 года.
В 1950 году управляя сцепкой из двух комбайнов, намолотил 16390 центнеров зерновых за 35 рабочих дней. Указом Президиума Верховного Совета СССР от 4 июля 1951 года удостоен звания Героя Социалистического Труда с вручением ордена Ленина и золотой медали «Серп и Молот».
В 1956 году применив в сцепке два комбайна, намолотил 16306 центнеров зерновых.
Будучи тяжело больным, продолжал работать комбайнёром. В 1960 году намолотил на участке площадью 345 гектаров 6250 центнеров зерновых.
Скончался 21 сентября 1964 года от инсульта во время уборки урожая. Похоронен на кладбище посёлка Краснинский.

## Награды
- Герой Социалистического Труда — звание присвоено указом Президиума Верховного Совета СССР от 4 июля 1951 года
- два ордена Ленина (4.07.1951, 5.08.1952)
- Орден «Знак Почёта» (11.01.1957)
- Медаль «За доблестный труд в Великой Отечественной войне 1941—1945 гг.» (1945)
- Медаль «За освоение целинных земель» (1956)